# Prüfmittel
Ein Prüfmittel ist in der Messtechnik ein technisches Mittel für Prüfungen, bei denen festgestellt wird, ob ein Prüfobjekt (z. B. ein Probekörper, eine Probe oder auch ein Messgerät) eine Forderung erfüllt.
Ein Prüfmittel für Maße und Formen (in der Regel gegenüber ein Grenzmaß) wird Lehre genannt, beispielsweise die Maßlehre, Grenzlehre und Formlehre, sowie Hilfsmittel wie Messzeughalter und weitere.

## Prüfmittelüberwachung
Im Rahmen der Qualitätsmanagementnorm ISO 9001 müssen qualitätsrelevante Prüfmittel einer regelmäßigen Überwachung unterliegen. Diese definiert die Deutsche Gesellschaft für Qualität (DGQ) als Gesamtheit der Tätigkeiten der Kalibrierung, Justierung, Eichung sowie Instandhaltung von Prüfmitteln und Prüfhilfsmitteln. Durchgeführt wird diese Überwachung am Beispiel einer Grenzrachenlehre bspw. durch Vergleich mit einem Endmaß oder durch Ermitteln eines Messwertes mit einem Messgerät höherer Genauigkeit. So ermittelte Abweichungen werden mithilfe von Kalibrierscheinen dokumentiert. Ein Aufkleber auf dem Prüfmittel gibt Auskunft über die Fälligkeit der nächsten Überwachung. Entscheidungskriterien für die Kalibriertoleranz und das Prüfintervall sind u. a. der Einsatzort und die Einsatzhäufigkeit des Prüfmittels jeweils unter Betrachtung des Risikos, das von einer fehlerhaften Prüfung mit diesem Prüfmittel ausgehen kann.